# Nadando Com Teddy
"Nadando Com Teddy" é uma canção da artista musical brasileira Xuxa, lançada em 11 de agosto de 2003 como sexto single de seu vigésimo sexto álbum de estúdio e "visual" Só Para Baixinhos 4 (2003). Tendo como sonoridade principal o dance-pop, a faixa se trata de uma versão de "Swim Henry Swim" do grupo australiano The Wiggles.

## Gravação
A música foi adaptada na versão português pela produtora e compositora Vanessa Alves "Vavá", sendo produzida pelo produtor Ary Sperling, as gravações acorreram no primeiro semestre de 2002 onde Xuxa ainda divulgava o projeto anterior, o XSPB 3 (2002). "Nadando Com Teddy" foi a primeira canção gravada para o álbum, sendo que sua masterização ocorreu no Capitol Studios & Mastering, em Los Angeles, Califórnia.

## Divulgação
Xuxa performou "Nadando Com Teddy" no seu programa Xuxa no Mundo da Imaginação, onde a faixa também ganhou um vídeo-clipe inédito. No processo de divulgação do projeto a cantora também performou-a em outros programas da Rede Globo como Domingão do Faustão e Mais Você.

## Lista de faixas
| CD "XSPB 4" |                     |         |  |
| N.º         | Título              | Duração |  |
| 1.          | "Nadando Com Teddy" | 1:57    |  |

| Download digital |                     |         |  |
| N.º              | Título              | Duração |  |
| 1.               | "Nadando Com Teddy" | 2:02    |  |